# 클라라 윌리엄스

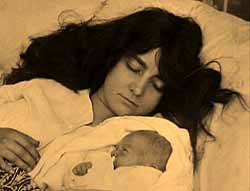

클라라 윌리엄스(Clara Williams, 1888년 5월 3일 ~ 1928년 5월 8일)는 미국의 배우이다.
시애틀에서 태어났으며 로스앤젤레스에서 사망하였다. 포리스트 론 메모리얼 파크에 매장되었다.

## 영화
- 흥정 (1914년)